# Theodora Kroeber
Theodora Kracaw Kroeber Quinn (Denver, 24 marzo 1897 – Berkeley, 4 luglio 1979) è stata una scrittrice e antropologa statunitense.
È nota per i suoi resoconti su Ishi, ultimo rappresentante della tribù degli Yahi in California, e per la raccolta di racconti tradizionali di diverse culture dei nativi della California.
Theodora Kracaw è nata in Colorado e successivamente si è spostata in California, dove ha studiato all'Università di Berkeley. Nel 1920 ha ottenuto un master in psicologia clinica. Rimasta vedova con due bambini, ha iniziato a studiare antropologia, quindi ha incontrato e sposato Alfred Kroeber, uno dei maggiori antropologi americani della sua generazione. Dopo la sua morte, Theodora Kroeber scrisse la sua biografia. 
Fra i suoi figli si ricordano la scrittrice Ursula K. Le Guin, il professore di inglese Karl Kroeber e, dal suo primo matrimonio, lo storico Clifton Kroeber.

## Opere
- (EN) The Inland Whale. 1959. Indiana University Press, Bloomington.
- (EN) Ishi in Two Worlds: A Biography of the Last Wild Indian in North America. 1961. University of California Press, Berkeley.
Ishi. Un uomo tra due mondi. 1985. Jaca Book, Milano. ISBN 9788816260047 (Fuori catalogo).
- (EN) Ishi: The Last of His Tribe. 1964. Parnassus Press, Berkeley, California.
- (EN) (with Robert F. Heizer) Almost Ancestors: The First Californians. 1968. Sierra Club, San Francisco.
- Theodora Kroeber, Alfred Kroeber: A Personal Configuration, Berkeley, University of California Press, 1970, ISBN 9780520037205.
- (EN) (with Robert F. Heizer and Albert B. Elsasser) Drawn from Life: California Indians in Pen and Brush. 1976. Ballena Press, Socorro, New Mexico.
- (EN) (with Robert F. Heizer) Ishi, the Last Yahi: A Documentary History. 1979. University of California Press, Berkeley.